# الجوبل (السدة)

تعديل مصدري - تعديل

الجوبل هي إحدى قرى عزلة الأعماس بمديرية السدة التابعة لمحافظة إب، بلغ تعداد سكانها 271 نسمة حسب تعداد اليمن لعام 2004.